# Цветы (фильм, 2014)
«Цветы» (баск. Loreak) — испанский фильм 2014 года на баскском языке режиссёров Хона Гараньо и Хосе Мария Гоэнага. «Цветы» стал первым фильмом на баскском языке, номинированным на премию «Гойя» за лучший фильм. Фильм был выбран в качестве испанской заявки на премию «Оскар» за лучший фильм на иностранном языке.

## Сюжет
Женщина средних лет по имени Ана не испытывает удовлетворения от своей жизни. Её жизнь меняется, когда кто-то начинает присылать ей цветы каждую неделю в одно и то же время.

## В ролях
- Нагоре Арамбуру — Ана
- Ициар Итуньо — Лурдес
- Ициар Айспуру — Тере
- Хосеан Бенгоэчеа — Беньят
- Эгоиц Ласа
- Ане Габарайн
- Хосе Рамон Сороис